# Pangkalan Bulian
Pangkalan Bulian is een bestuurslaag in het regentschap Musi Banyuasin van de provincie Zuid-Sumatra, Indonesië. Pangkalan Bulian telt 2086 inwoners (volkstelling 2010).